# Metalhead (subcultuur)

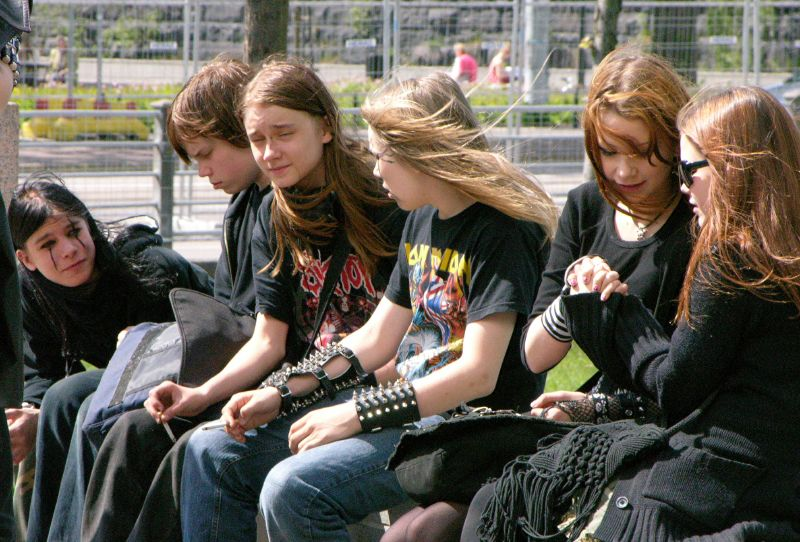
Metalheads

Metalhead is de naam die vaak wordt gegeven aan een toegewijde liefhebber van metal-muziek, waarbij de liefhebber tot de bij metal horende subcultuur behoort. Niet-kenners spreken ook over hardrockers, hoewel dat op zich niet onjuist is aangezien de verzamelnaam 'hardrocker' in de jaren 80 en daarvoor ook voor metalfans gold. Metalheads zijn meestal zeer trouwe fans, bijna altijd voor het leven. Voor metalheads is metal niet alleen een genre, maar ook een aparte wereld waar ze zichzelf kunnen zijn. Veel metalheads beschouwen zich als verbonden met andere metalheads in een soort broederschap alhoewel er een zekere rivaliteit bestaat tussen bepaalde subgenres.
Omdat metal vele subgenres kent, is het onmogelijk om bij voorbaat een goed beeld te krijgen van een individuele metalhead.

## Kleding
Metalheads hebben een eigen kledingstijl. Net als de muziek, is ook de kledingstijl door de jaren heen veranderd, hoewel sommige kernelementen zijn behouden. Afhankelijk van het subgenre zijn metalheads te herkennen aan de stoffen die gebruikt worden, leer en jeans, zoals een lederen jas, mouwloze jeansvest met patches en buttons, lederen broek of jeansbroek. Skinny jeans waren in de metalwereld al tijdenlang in zwang voordat dit mainstream werd. Legerkledij en kogelriemen worden ook regelmatig gedragen, net als armbanden en riemen met spikes. Juwelen en accessoires met occulte, heidense en krijgersymboliek komen vaak voor. Ook zwarte kledij behoort tot de dresscode van metalheads. Verder dragen zij meestal T-shirts van hun favoriete bands (bandshirts).

## Muziek
De meeste metalheads luisteren naar vrijwel alle soorten metal, de ander kiest liever voor een paar subgenres. De muziek bevat meestal maatschappijkritische teksten, maar fans worden ook aangetrokken door een controversiële thematiek in metal, zoals moord, de dood, oorlog of satanisme en het christendom. Anderen kiezen meer voor atheïstische thematiek, of occulte religies, maar het komt ook voor dat het over persoonlijke ervaringen gaat, zoals depressie, verlies en moeilijkheden. Ook bestaat Christelijke metal, ook wel white metal genoemd.
Opvallend is dat meer mature metalheads zich vaak niet beperken tot het beluisteren van metal alleen. Vele fans zijn ook erg geïnteresseerd in andere alternatieve genres of totaal andere muziek, zelfs tot klassiek aan toe.

## Levensvisie
Bijna alle metalheads zijn "anders" dan anderen. Dit komt vooral doordat ze een andere kijk op de wereld hebben en geïnteresseerd zijn in andere, eerder donkere dingen. Metalheads worden door anderen vaak gezien als buitenstaanders. Metalheads verschillen onderling net zoals ieder ander dat doet. Je kunt onmogelijk zeggen hoe een metalhead zich gedraagt. Niet elke metalhead draagt de kleding die daarbij hoort of gedraagt zich op de manier dat andere metalheads dat doen, of houdt alleen maar van hardrock en metal, andere muziek wordt soms ook gewaardeerd. Vooral bij de wat oudere fans verdwijnt dit imago, terwijl zij erg vaak nog fan van de betreffende muziek blijven en zij ook vaker naar andere soorten muziek gaan luisteren, wat niet wil zeggen dat er geen oudere metalheads meer zijn met lang haar, zwart T-shirt en dergelijke en een bepaalde levensstijl.

## Misverstanden
Vele metalheads worden meestal beschouwd alsof ze tot de gothic-subcultuur behoren. Dit misverstand is er omdat zowel metalheads als goths zich aangetrokken voelen tot de meer duistere kant van de samenleving en zich veelal afzetten van het 'normale'.